# Bom thư

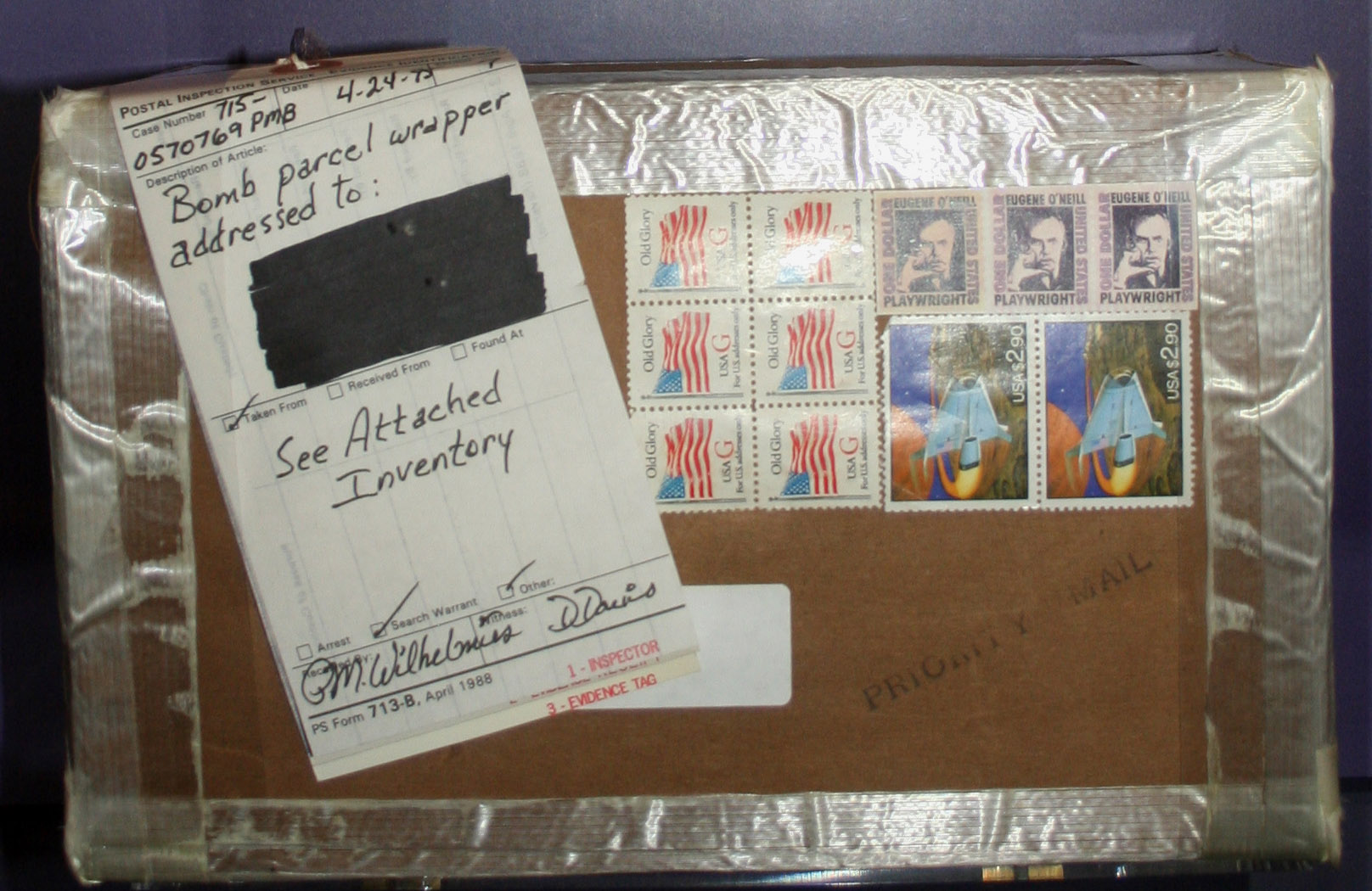
Gói bom thư lưu trữ tại Bảo tàng Bưu điện Quốc gia Hoa Kỳ

Bom thư là một thiết bị gây nổ được gửi theo đường bưu điện, nó được thiết kế nhằm mục đích sát thương hay giết chết người nhận khi mở nó ra. Các bom thư có thể được đặt trong các lá thư thông thường, các tài liệu hay các gói bưu kiện được gửi theo đường bưu điện. Các bom thư thường được dùng trong các vụ tấn công khủng bố. Một vài nước có cơ quan chuyên trách, có nhiệm vụ ngăn chặn các bom thư và điều tra các vụ án bom thư .

## Đặc điểm
Bom thư thường được đặt để nổ ngay tức khắc khi chúng được mở ra, nhằm mục đích tiêu diệt hoặc gây ra các thương vong nghiêm trọng cho người nhận (người này có thể là người ở địa chỉ nhận thư hoặc không). Các bom thư có thể cảm nhận được bởi sự cứng nhắc và vẻ bề ngoài không bằng phẳng, khác thường của nó. Các bom được gói trong bưu kiện có thể có hình dạng không đúng quy cách, có chỗ phồng ra. Các vết bẩn của dầu, mỡ cũng là những dấu hiệu cảnh báo có bom thư.

## Một số trường hợp điển hình
- Quả bom thư đầu tiên trên thế giới được sử dụng bởi một người đàn ông Thuỵ Điển tên là Martin Ekenberg vào ngày 20 tháng 8 năm 1904, nhắm tới CEO Karl Fredrik Lundin ở Stockholm. Nó được làm từ một cái hộp chứa các đầu đạn loại nhỏ và thuốc nố.[2]
- Theodore Kaczynski, đã giết chết 3 người và làm thương 23 người trong một loạt các vụ bom thư ở Hoa Kỳ từ cuối năm 1970 đến đầu năm 1990.
- Franz Fuchs, một kẻ đặt bom thư người Áo đã giết chết 4 người và làm thương 15 người bằng các bom thư và các vật nổ cải tiến giữa năm 1990.
- Tháng 2 năm 2007, một loạt các vụ bom thư ở Vương quốc Anh làm thương 9 người.

## Các biện pháp phòng ngừa
- Khi nhận được bất cứ loại thư hay bưu kiện nào có địa chỉ không rõ ràng cần phải thận trọng kiểm tra, không nên mở thư ra ngay.
- Khi nhận được những thư, bưu kiện có hình dáng khác lạ, cứng cáp, không đều, đó có thể là bom thư.
- Trong các trường hợp nghi ngờ như trên hay có cảm giác không an toàn, không nên mở ra, cũng không nên dịch chuyển chúng mà để nguyên hiện trạng và báo cho cơ quan chức năng kiểm tra xác minh.